# Obig den Scharren bei Peffingen
Koordinaten: 49° 54′ 17″ N, 6° 24′ 55″ O
Das Naturschutzgebiet Obig den Scharren bei Peffingen liegt im Eifelkreis Bitburg-Prüm in Rheinland-Pfalz. Das 4,7 ha große Gebiet, das im Jahr 1987 unter Naturschutz gestellt wurde, erstreckt sich südöstlich der Ortsgemeinde Peffingen. Unweit westlich fließt die Prüm und verläuft die Landesstraße L 4.
Schutzzweck ist die Erhaltung der nahezu vegetationslosen Keuperscharren und der extensiv genutzten Kalk-Magerrasen mit ihren angrenzenden Gebüsch-Formationen und Streuobstwiesen als Lebensraum zahlreicher wärmeliebender in ihrem Bestand äußerst gefährdeter Tier- und Pflanzenarten (insbesondere aus der Gruppe der Insekten) und deren Lebensgemeinschaften.